# Гулкевичи
Гулкевичи (на руски: Гулькевичи) е град в Русия, административен център на Гулкевичски район. Населението му през 2010 година е 35 225 души.

## Население
Населението на града през 2010 година е 35 225 души. През 2002 година населението на града е 35 141 души, от тях:
- 31 702 (90,2 %) – руснаци
- 953 (2,7 %) – украинци
- 924 (2,6 %) – арменци
- 589 (1,7 %) – германци
- 260 (0,7 %) – цигани
- 132 (0,4 %) – беларуси
- 103 (0,3 %) – татари
- 55 (0,2 %) – грузинци
- 36 (0,1 %) – азербайджанци
- 25 (0,1 %) – гърци
- 15 – адигейци
- 9 – турци